# BR-Klasse 55
Die Klasse 55, ursprünglich als English Electric Type 5 bezeichnet, besser bekannt als Deltics, ist eine Baureihe dieselelektrischer Lokomotiven der British Rail (BR), die als Schnellzuglokomotive für den Einsatz auf der East Coast Main Line (ECML) zwischen dem Londoner Bahnhof Kings Cross und Edinburgh konzipiert wurde. Zwischen 1961 und 1962 wurden insgesamt 22 Lokomotiven von English Electric (EE) gebaut, die bis 1981 im regulären Einsatz standen. Sechs Lokomotiven sind betriebsbereit erhalten geblieben.
Die Bezeichnung Deltic stammt von den verwendeten speziellen Napier-Deltic-Motoren. Die Lokomotiven ersetzten die Pacific-Lokomotiven vor den Schnellzügen von London nach Leeds, Newcastle und Edinburgh , was das Ende der weltschnellsten dampfbespannten Schnellzüge bedeutete. Die Deltics blieben im Einsatz, bis sie 1982 von den IC125-Hochgeschwindigkeitszügen abgelöst wurden.

## Entwicklung

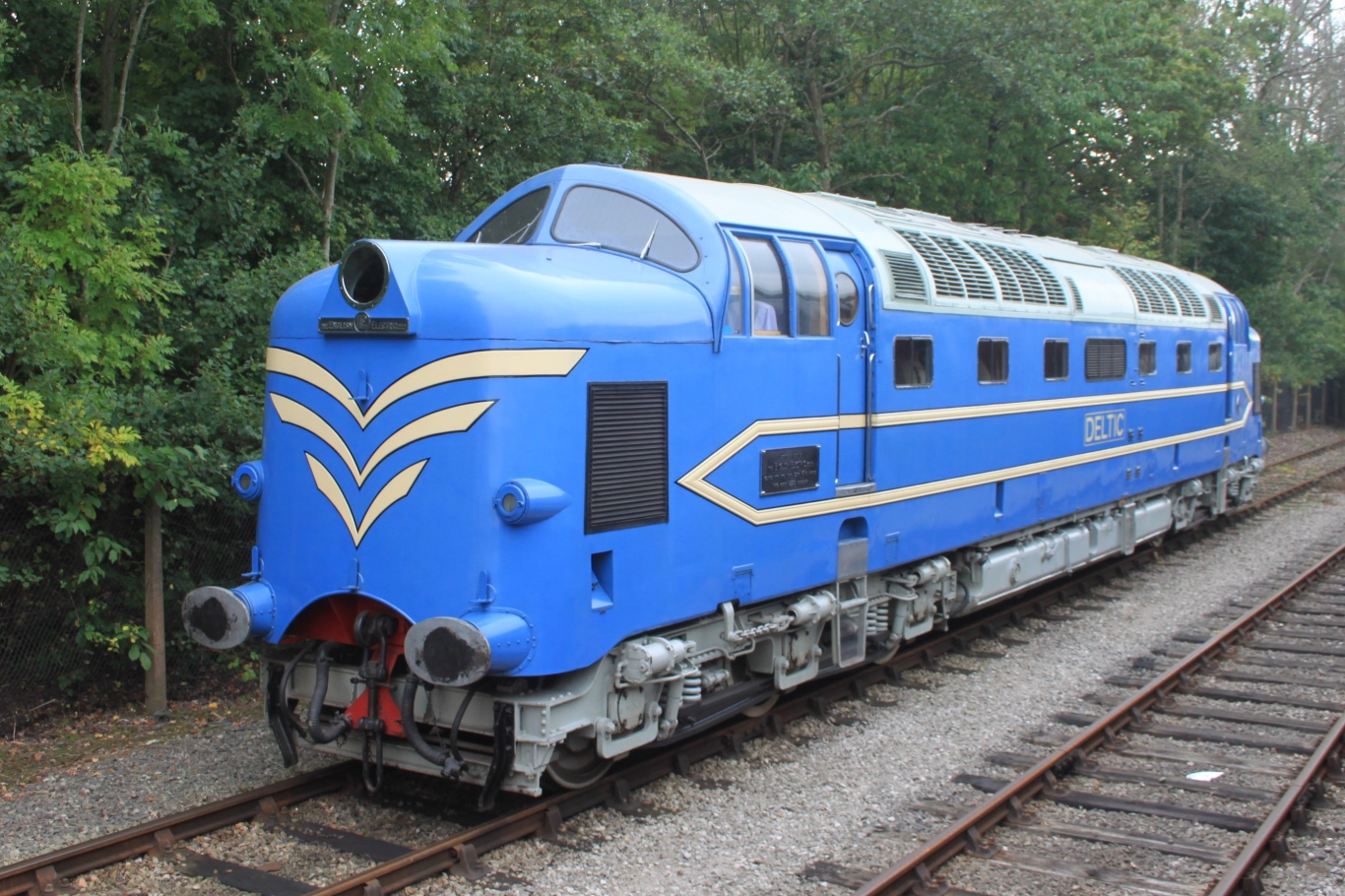
Vorserienlokomotive DP1 Deltic

Die Lokomotiven sind eine Nachentwicklung des erfolgreichen Prototyps DP1 Deltic, der 1955 als damals weltweit stärkste Einrahmendiesellokomotive in Betrieb genommen wurde. Die Bestellung über 22 Lokomotiven wurde im März 1958 aufgegeben. Die Deltics wurden im Rahmen eines Dienstleistungsvertrages von British Railways bei English Electric beschafft, wobei English Electrics auch die Wartung der Motoren und Generatoren übernahm. In diesem Zusammenhang wurden zusätzliche Austauschmotoren hergestellt und bereitgestellt, um auch während aufwändigen Wartungs- und Reparaturarbeiten an den Komponenten einen kontinuierlichen Betrieb ohne längerer Lokomotivausfälle zu gewährleisten.

## Technik
Die Lokomotive wurde mit zwei besonders leistungsfähigen, hochtourigen 18-Zylinder-Gegenkolbenmotoren des Typs Napier Deltic ausgestattet, die sonst nur auf kleinen, schnellen Kriegsschiffen zum Einsatz kamen. Jeder Motor hatte eine Leistung von 1230 kW (1650 hp). Um die Beanspruchung des Motors zu reduzieren und die Verfügbarkeit zu erhöhen, wurde die Leistung jedoch deutlich unter die mögliche Maximalleistung gesetzt. Die installierte Gesamtleistung von 2460 kW war mehr als ausreichend, um die Züge auf die vorgegebene Höchstgeschwindigkeit von 160 km/h (100 mph) zu beschleunigen.
Der Antrieb der Lokomotiven ist dieselelektrisch, was bedeutet, dass jeder Dieselmotor einen Generator des Typs EE 829 antreibt, der Gleichstrom für die sechs Fahrmotoren des Typs EE 538 erzeugt. Diese treiben über einen Tatzlagerantrieb die Achsen der beiden dreiachsigen Drehgestelle an. Die Lokomotiven sind etwas mehr als 21 m lang und wiegen im betriebsbereiten Zustand 101,6 t. In ihrem Erscheinungsbild ähneln sie dem Prototypen DP1, weisen jedoch keine Scheinwerfer in den Vorbauten und keine Bullaugen in den Führerstandstüren auf.

## Lackierung
Die ursprüngliche Farbgebung war im oberen Teil das dunkle BR-Grün mit einem schmaleren lindgrünen Streifen entlang der Unterseite, die Frontpartien wurden zuerst in cremeweißer Farbgebung, später im üblichen gelben Warnfarben-Design gehalten.
1966 wurden die Lokomotiven im Rail Blue, der Corporate-Farbe von British Railways, gestrichen. Die Stirnwände wurden gelb.

## Betrieb

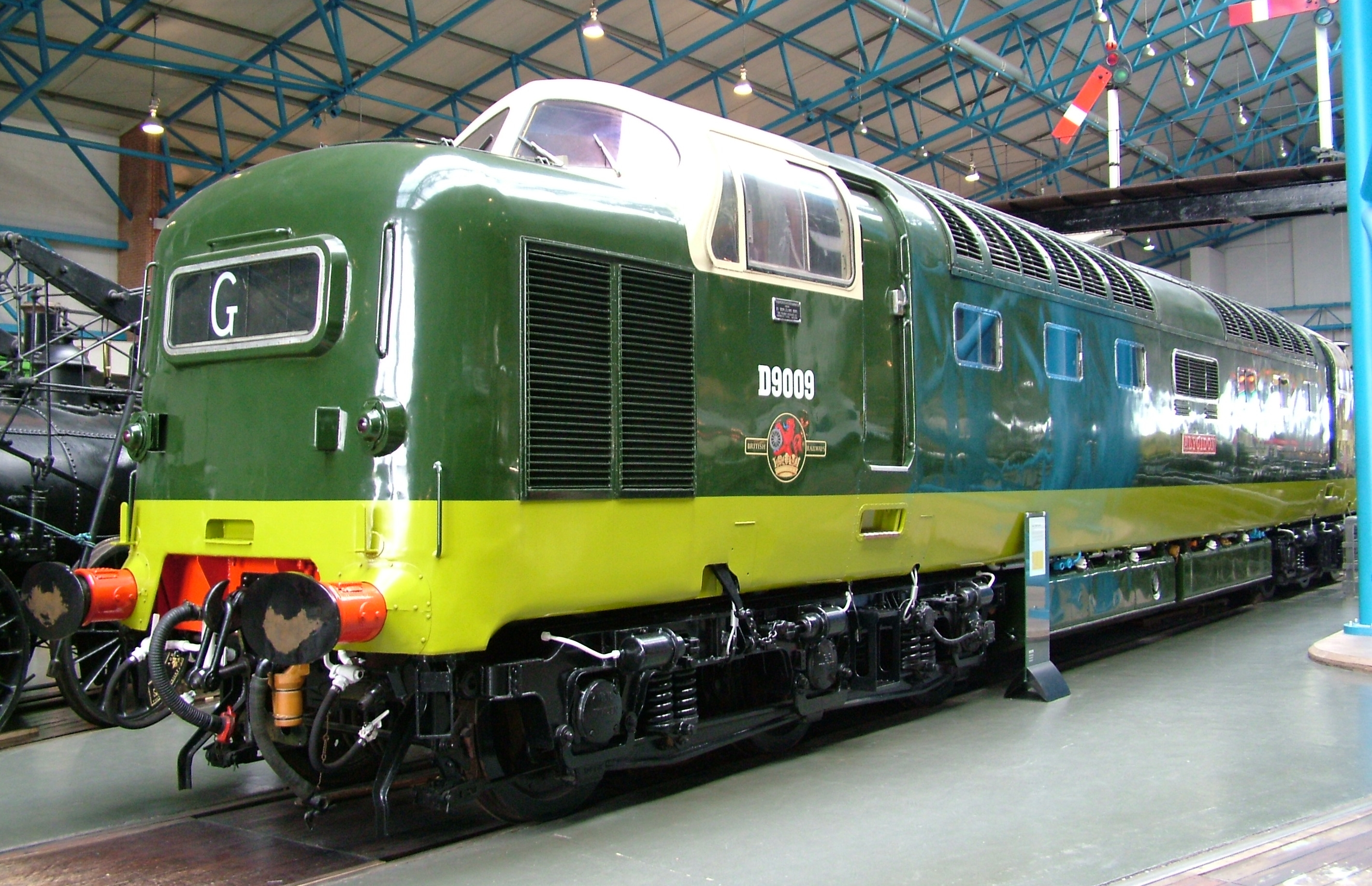
Deltic in der ersten Farbgebungsversion

Die Lokomotiven wurden drei Depots zugeteilt: Finsbury Park in London, Gateshead bei Newcastle und Haymarket in Edinburgh. Die Deltics in Gateshead und Haymarket wurden nach Regimentern der British Army benannt, die aus Nordostengland und Schottland stammten. Die Lokomotiven in Finsbury Park erhielten in Übereinstimmung mit der Tradition der London and North Eastern Railway (LNER) Namen von siegreichen Rennpferden.
Die 22 Deltic-Lokomotivreihe ersetzte im Betrieb 55 Exemplare von Nigel Gresleys berühmten Pacific-Dampflokomotiven, was mengenmäßig mehr als doppelt so viele Lokomotiven bedeutete.
In den späten 1970er Jahren wurden die Schnellzüge mit den Deltics von den  IC125-Hochgeschwindigkeitszügen verdrängt. Dennoch kamen die Deltics weiterhin für Dienste nach Hull, auf der Trans-Pennine-Route nach Liverpool und für beschleunigte Personenzüge zwischen London und York zum Einsatz.
Ein wesentlicher Schwachpunkt der Deltics waren die hohen Betriebskosten, die auf die Komplexität ihrer Motoren zurückzuführen waren, die eine teure Spezialwartung erforderten. Darüber hinaus hatte British Rail kein Interesse daran, diese kleine Splittergattung aufrechtzuerhalten, weshalb kein neuer Verwendungszweck für die Lokomotiven gesucht wurde.
In den Jahren 1980 und 1981 wurde die Flotte allmählich reduziert; es wurden keine neuen Ersatzteile für die Flotte bestellt, und die Deltics wurden nach und nach ausgemustert und dann für Ersatzteile ausgeschlachtet, um die anderen Lokomotiven in Betrieb zu halten. Die ausgemusterten Lokomotiven wurden nach Doncaster gebracht, wo sie zerlegt und verschrottet wurden. Die letzte reguläre Fahrt einer Deltic wurde am 31. Dezember 1981 durchgeführt. Eine letzte Nostalgiefahrt wurde mit dem Scotsman Deltic Farewell am 2. Januar 1982 von King’s Cross nach Edinburgh und zurück durchgeführt, gezogen von der 55.015 Tulyar und der 55022 Royal Scots Grey.